# توفاش

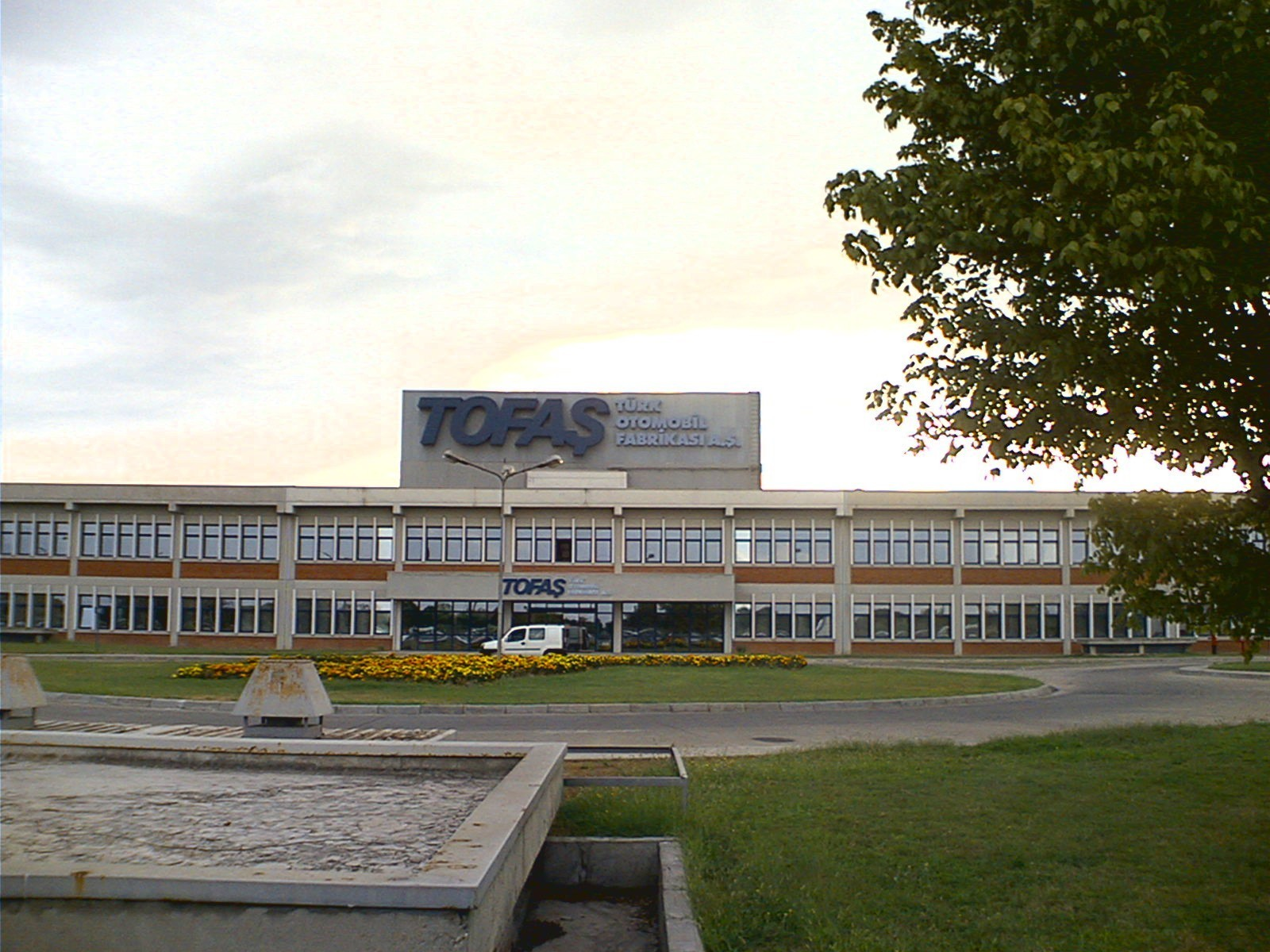
کارخانه مرکزی توفاش در شهر بورسا

توفاش (به ترکی استانبولی: Tofaş) شرکت خودروسازی ترکیه‌ای است، که کارخانه تولیدی و مونتاژ خودرو، همچنین دفتر مرکزی آن در شهر بورسا، ترکیه قرار دارد. شرکت توفاش در سال ۱۹۶۸ توسط وهبی کوچ تأسیس شد و هم‌اکنون سالانه ۴۵۰ هزار دستگاه خودرو تولید می‌کند.
شرکت توفاش مدل‌های مختلف خودروهای شرکت‌های فیات، سیتروئن، پژو، اوپل، واکسول و رم تراکس را تحت لیسانس تولید می‌کند. این شرکت به‌طور مشترک متعلق به شرکت ایتالیایی اف‌سی‌ای ایتالی و شرکت کوچ هولدینگ (۳۷٪ سهام متعلق به فیات و ۳۷٪ متعلق به شرکت کوچ) است.
نخستین مدل مونتاژ شده توفاش، مدل فیات ۱۲۴ بود که در ترکیه با نام مُراد ۱۲۴ شناخته می‌شد. از سایر مدل‌های تولید شده در کارخانه توفاش می‌توان به: فیات آلبیا، فیات سینا، فیات اونو، فیات تمپرا، فیات ۱۳۱، فیات فیوریونو و فیات لینیا اشاره کرد.